# Eupithecia homogrammata
Eupithecia homogrammata (en japonés, スジヒメカバナミシャク) es una especie de polilla de la familia Geometridae. La especie fue descrita por primera vez por Karl Dietze habiendo sido descrita en 1908, con distribución en Asia. El holotipo de la especie fue descrita en la Península de Kamchatka. La especie está agrupada en el grupo de especies E. lanceata, junto con otras especies del Sudeste Asiático. Es una polilla pequeña, con una envergadura de 12 a 15 milímetros (0,5 a 0,6 plg). Cuenta con dos subespecies: Eupithecia homogrammata homogrammata y Eupithecia homogrammata kamtschatica Viidalepp & Mironov, 1988.

## Distribución
El área de distribución de la polilla se extiende desde la China del Noreste a nivel del río Amur, Rusia, a nivel del lago Baikal y el Río Ussuri, Japón y Corea. Tiene gran parecido con otra especie de la región, Eupithecia haworthiata, del que se disitngue por ser más pequeña, por la ausencia de la mancha dorsal anaranjada y por tener la banda media de la parte inferior del ala trasera generalmente es más estrecha y menos angulada.